# Lo Stato Sociale
Lo Stato Sociale (italienisch für „Der Sozialstaat“) ist eine italienische Elektropop-Gruppe, die 2009 in Bologna gegründet wurde.

## Bandgeschichte
Die Band bildete sich 2009 aus drei Radio-DJs des unabhängigen Senders Radio Città Fujiko, Lodo Guenzi, Alberto Guazzola und Alberto Guidetti. Nach ersten Auftritten erschien die erste EP Welfare Pop. Danach stießen Francesco Draicchio und Enrico Roberto dazu, 2011 folgte die zweite EP Amore ai tempi dell’Ikea, die beim Label Garrincha Dischi veröffentlicht wurde. Dort erschien 2012 auch das Debütalbum der Band unter dem Titel Turisti della democrazia.
Im Jahr 2014 meldete sich Lo Stato Sociale mit dem zweiten Album L’Italia peggiore zurück, das erstmals die Charts erreichte. Nach der Veröffentlichung des Buches Il movimento è fermo bei Rizzoli 2016 erschien 2017 das dritte Album Amore, lavoro e altri miti da sfatare. Im Rahmen der folgenden Tournee hatte die Band erstmals die Gelegenheit, auf der großen Bühne des Mediolanum Forum aufzutreten. Ende des Jahres wurde die Teilnahme am Sanremo-Festival 2018 bekanntgegeben; dort erreichten sie mit Una vita in vacanza den zweiten Platz und erhielten den Sonderpreis der Journalisten.

## Diskografie

### Alben und EPs
| Jahr | Titel                                 | Höchstplatzierung, Gesamtwochen, AuszeichnungChartsChartplatzierungen (Jahr, Titel, Platzierungen, Wochen, Auszeichnungen, Anmerkungen) | Anmerkungen |
| Jahr | Titel                                 | IT | Anmerkungen |
| ---- | ------------------------------------- | --- | ----------- |
| 2014 | L’Italia peggiore                     | IT11 (3 Wo.)IT | Garrincha   |
| 2017 | Amore, lavoro e altri miti da sfatare | IT3 (10 Wo.)IT | Garrincha   |
| 2018 | Primati                               | IT6 (24 Wo.)IT | Garrincha   |
| 2021 | Attentato alla musica italiana        | IT42 (2 Wo.)IT | Garrincha   |

Weitere Alben und EPs
- 2009: Welfare Pop (EP)
- 2011: Amore ai tempi dell’Ikea (EP)
- 2012: Turisti della democrazia

### Singles
| Jahr | Titel Album                                         | Höchstplatzierung, Gesamtwochen, AuszeichnungChartplatzierungen (Jahr, Titel, Album, Platzierungen, Wochen, Auszeichnungen, Anmerkungen) | Höchstplatzierung, Gesamtwochen, AuszeichnungChartplatzierungen (Jahr, Titel, Album, Platzierungen, Wochen, Auszeichnungen, Anmerkungen) | Anmerkungen                       |
| Jahr | Titel Album                                         | IT | CH | Anmerkungen                       |
| ---- | --------------------------------------------------- | --- | --- | --------------------------------- |
| 2014 | C’eravamo tanto sbagliati L’Italia peggiore         | IT17 (1 Wo.)IT | — |                                   |
| 2014 | Il cassetto del dipendente L’Italia peggiore        | IT29 (1 Wo.)IT | — |                                   |
| 2018 | Una vita in vacanza Primati                         | IT1 ×2Doppelplatin · (23 Wo.)IT | CH64 (1 Wo.)CH | Verkäufe: + 100.000               |
| 2021 | Combat Pop (Albi #1) Attentato alla musica italiana | IT15 (4 Wo.)IT | — | Beitrag zum Sanremo-Festival 2021 |

Weitere Singles
- 2016: Amarsi male (IT: Gold (25.000+)[3])

## Belege
1. ↑  Luca Castelli: Tra Web e realtà, il momento d’oro dello Stato Sociale (la band). In: LaStampa.it. 13. Juli 2012, archiviert vom Original (nicht mehr online verfügbar) am 16. Dezember 2017; abgerufen am 22. Januar 2018 (italienisch).  Info: Der Archivlink wurde automatisch eingesetzt und noch nicht geprüft. Bitte prüfe Original- und Archivlink gemäß Anleitung und entferne dann diesen Hinweis.
2. 1 2  Chartquellen: IT CH
3. 1 2  Certificazioni. FIMI, abgerufen am 2. Oktober 2018 (italienisch).